# Onthophagus massai
Onthophagus massai é uma espécie de inseto do género Onthophagus, família Scarabaeidae, ordem Coleoptera.

## História
Foi descrita cientificamente por Baraud em 1975.